# Янніс Христопулос
Я́нніс Христо́пулос (грец. Γιάννης Χριστόπουλος; нар. 12 листопада 1972 року, Каламата, Греція) — грецький футбольний тренер і, в минулому, футболіст. 17 червня 2013 року підписав однорічний контракт з сімферопольською «Таврію».